# Garate Studios
Garate Studios és un estudi de gravació fundat l'any 2000 pel músic basc Kaki Arkarazo, qui havia estat el guitarrista de grups com M-ak, Kortatu, Negu Gorriak i Nación Reixa. Es troba al municipi d'Andoain i consta de dos estudis de gravació i un equip mòbil per a la gravació en directe. En un inici, a partir de la idea inicial de Kaki Arkarazo, enginyer de so amb una llarga trajectòria en el món de la música, l'estudi estava format per Haritz Harreguy, Mikel Abrego, Izaskun Silva i el propi Arkarazo.
Per l'estudi han passat desenes d'artistes i grups, com ara BAP!!, Fermin Muguruza, Obrint Pas, Vetusta Morla, Dixebra, Amparanoia, Betagarri, Banda Bassotti, Atom Rhumba, Habeas Corpus, Barricada, Soziedad Alkoholika, Kepa Junkera, Inadaptats, Soziedad Alkoholika, Skalariak, Berri Txarrak, Kaotico, Kuraia, Miqui Puig, Maika Makovski, Meritxell Gené o Los Mambo Jambo.